# Konstanty Górski (historyk)

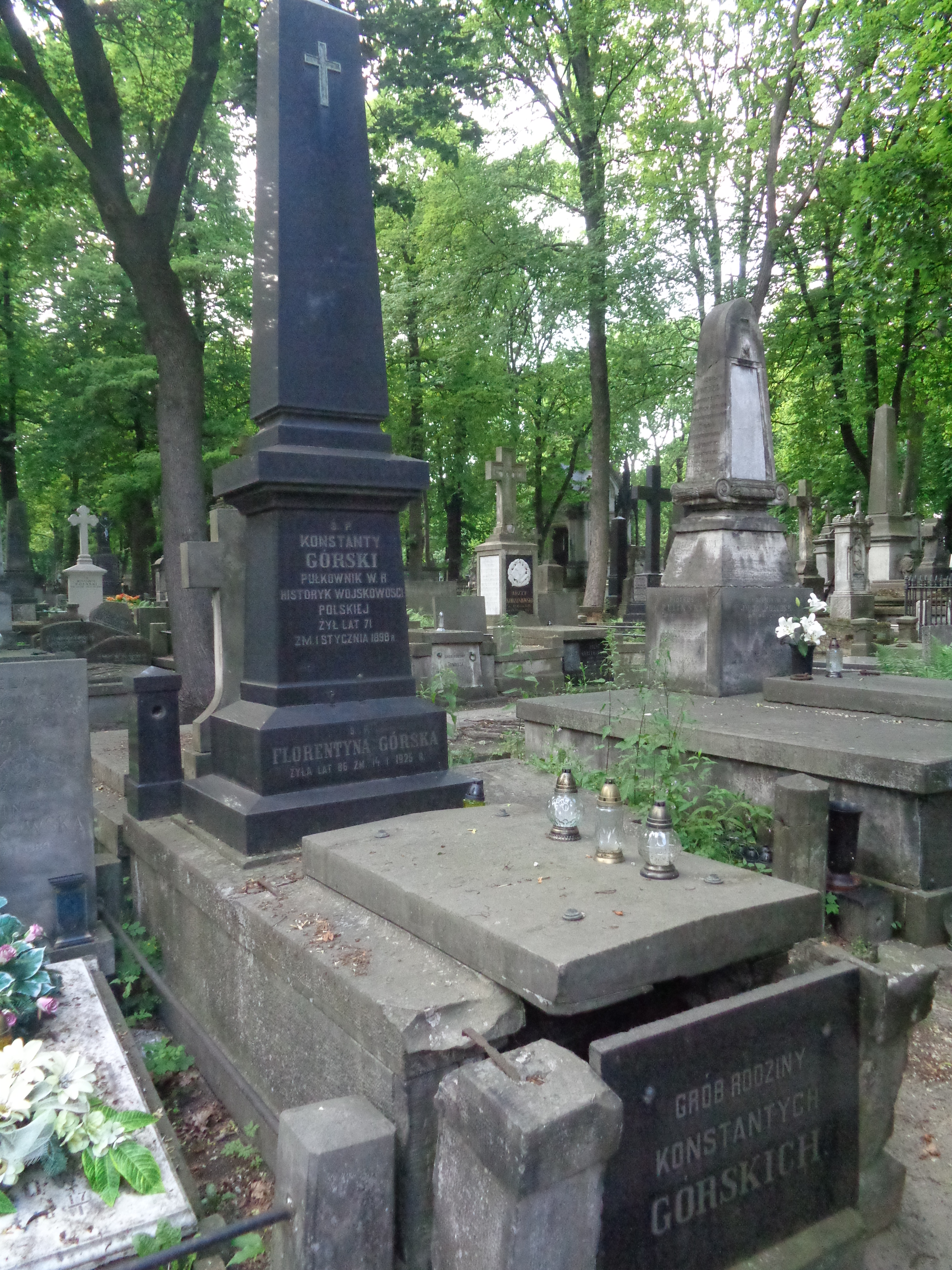
Grób Konstantego Górskiego na cmentarzu Powązkowskim

Konstanty Górski (ur. 1826 w Górskich, zm. 2 stycznia 1898 w Warszawie) – polski pisarz wojskowy, pułkownik piechoty Armii Imperium Rosyjskiego, jeden z czołowych historyków wojskowości polskiej.

## Życiorys
Kształcił się u Pijarów w Drohiczynie. Studiował filologię na uniwersytecie w Kijowie. W 1849 roku wstąpił do wojska rosyjskiego. Ukończył Akademię Sztabu Generalnego w Petersburgu w 1855 roku. W wojsku rosyjskim służył od 1849 do 1885 roku z przerwą w latach 1866–1877. Prowadził badania z zakresu organizacji i taktyki dawnego wojska polskiego. Był właściwym twórcą współczesnej historii wojskowości polskiej. Spoczywa na cmentarzu Powązkowskim w Warszawie (kwatera 24, rząd 5, grób 20).

## Dzieła
Napisał szereg studiów z historii wojen polskich oraz dzieła:
- Historya Artylerii Polskiej. Warszawa: 1902. Brak numerów stron w książce
- Historya piechoty polskiej. Kraków: 1893. Brak numerów stron w książce
- Historya jazdy polskiej. Kraków: 1894. Brak numerów stron w książce